# Mohammad Anas
Muhammed Anas Yahiya (Distretto di Kollam, 17 settembre 1994) è un velocista indiano.

## Palmarès
| Anno | Manifestazione      | Sede           | Evento        | Risultato | Prestazione | Note             |
| ---- | ------------------- | -------------- | ------------- | --------- | ----------- | ---------------- |
| 2016 | Giochi olimpici     | Rio de Janeiro | 400 m piani   | Batteria  | 45"95       |                  |
| 2017 | Campionati asiatici | Bhubaneswar    | 400 m piani   | Oro       | 45"77       |                  |
| 2017 | Campionati asiatici | Bhubaneswar    | 4x400 m       | Oro       | 3'02"92     |                  |
| 2017 | Mondiali            | Londra         | 4×400 m       | Batteria  | 3'02"80     |                  |
| 2018 | Commonwealth        | Gold Coast     | 400 m piani   | 4º        | 45"31       | Record nazionale |
| 2018 | Commonwealth        | Gold Coast     | 4x400 m       | Finale    | dnf         |                  |
| 2018 | Giochi asiatici     | Giacarta       | 400 m piani   | Argento   | 45"69       |                  |
| 2018 | Giochi asiatici     | Giacarta       | 4x400 m       | Argento   | 3'01"84     |                  |
| 2018 | Giochi asiatici     | Giacarta       | 4x400 m mista | Oro       | 3'15"71     |                  |
| 2019 | Campionati asiatici | Doha           | 400 m piani   | 7º        | 46"10       |                  |
| 2019 | Campionati asiatici | Doha           | 4x400 m mista | Argento   | 3'16"47     |                  |
| 2019 | World Relays        | Yokohama       | 4x400 m       | Batteria  | 3'06"05     |                  |
| 2021 | Giochi olimpici     | Tokyo          | 4×400 m       | Batteria  | 3'00"25     | Record asiatico  |
| 2022 | Mondiali            | Eugene         | 4×400 m       | Batteria  | 3'07"29     |                  |
| 2022 | Commonwealth        | Birmingham     | 4x400 m       | 6º        | 3'05"51     |                  |
| 2023 | Giochi asiatici     | Hangzhou       | 400 m piani   | Batteria  | 46"29       |                  |
| 2023 | Giochi asiatici     | Hangzhou       | 4x400 m       | Oro       | 3'01"58     |                  |
| 2024 | World Relays        | Nassau         | 4×400 m       | Batteria  | dnf         |                  |